# Zwedru
Zwedru ist die Hauptstadt und Verwaltungszentrum des Grand Gedeh County im Osten Liberias. Die Stadt befindet sich nahe der Grenze zur Elfenbeinküste und hat deshalb eine große Bedeutung für die logistische Organisation von Flüchtlingshilfe-Programmen.
Die Einwohnerzahl der Stadt betrug am Stichtag (2008) 25.903 Einwohner.

## Geschichte
Der Ortsname Zwedru entstammt der Sprache der Krahn, die in diesem Teil Liberias die Bevölkerungsmehrheit stellen.
Der ehemalige Präsident Samuel K. Doe wurde im Vorort Tuzon geboren und besuchte in Zwedru die Schule.
Im Bürgerkrieg wurde Zwedru als Zentrum der Krahn von den verfeindeten Bürgerkriegsparteien angegriffen und schwer verwüstet, ein Großteil der Bevölkerung flüchtete vor den gegnerischen Truppen über die nahe Grenze in die Nachbarländer Elfenbeinküste und Ghana. Die Rückführung dieser Exilanten ist noch nicht abgeschlossen, schon flüchten aus der Elfenbeinküste wieder Familien vor einem drohenden Bürgerkrieg als Folge des Machtkampfes nach den Präsidentschaftswahlen 2010.
Die Region wird vor allem forstwirtschaftlich genutzt. Ein relativ intaktes Straßennetz ist durch den Einsatz der nach dem Bürgerkrieg in Liberia stationierten Blauhelmsoldaten entstanden, auch wurde die technische Infrastruktur neu errichtet. Das Verwaltungszentrum, Schulen und ein Hospital sind vorhanden.

## Persönlichkeiten
- Samuel K. Doe (1951–1990), 21. Präsident Liberias
- Nohan Kenneh (* 2003), englisch-liberianischer Fußballspieler